# Ichneutica dione
Ichneutica dione là một loài bướm đêm trong họ Noctuidae.